# Show Me What You Got
Show Me What You Got is een nummer van de Amerikaanse rapper Jay-Z uit 2006. Het is de eerste single van zijn negende studioalbum Kingdom Come.
Het nummer bevat een sample uit "Show 'Em Whatcha Got" van Public Enemy. Het saxofoonloopje in het nummer is gesampled uit "Darkest Light" van Michael McEwan. Het nummer werd een grote hit in de Verenigde Staten, met een 8e positie in de Billboard Hot 100. Hoewel het nummer in Nederland en Vlaanderen geen hitlijsten bereikte, werd het er wel een klein radiohitje.